# Jugoton
Jugoton je bila največja glasbena založba in veriga trgovin z glasbo v Jugoslaviji. Njen sedež je bil v Zagrebu, sodelovala pa je z velikim številom pomembnejših popularnih glasbenih skupin Jugoslavije, izdajala in prodajala je njihove plošče. Zraven tega je izdala veliko število plošč popularne glasbe zahoda. Jugoton je bil ustanovljen leta 1947, v času razpada Jugoslavije pa jo je leta 1990 nasledila založba Croatia Records. Zaradi svoje kulturne vloge v obdobju Jugoslavije je danes simbol jugonostalgije.
Jugoton je bil v tujini visoko priljubljen zlasti pri mladih v državah vzhodnega bloka, katerih oblasti niso dovoljevale domačih izdaj zahodne glasbe. Ker so bila potovanja v zahodne države problematična, so državljani izkoriščali možnost obiska politično bolj sproščene ter zahodni kulturi bolj odprte Jugoslavije in ponudbo tamkajšnjega Jugotona.
Založba je bila ustanovljena 10. julija 1947 v Zagrebu kot naslednjik družb Edison Bell Penkala (1908-1933) in nacionaliziranega Elektrotona (1933-1947), v prvem letu delovanja je izdala 33 tisoč gramofonskih plošč. Tehnologija in kvantiteta sta s časom napredovali, Jugoton je prvi stereo posnetek (Tam kjer murke cveto zasedbe Avseniki) izdal 1958. leta, do 1963 pa je letno naklado povečal na 10 milijonov plošč.
V letih 1959-1969 je od 169 LP plošč izdanih pri Jugotonu kar 127 plošč narodne glasbe - od tega 70 izdaj slovenske narodne glasbe (Kvintet bratov Avsenik, Beneški fantje, Ansambel Lojzeta Slaka, Ansambel Borisa Franka). Med 1965 in 1970 je bilo na primer pri založbi kar 8 albumov Ansambla Lojzeta Slaka prodanih v nakladi čez milijon izvodov, zato so med prvimi prejeli nagrado Zlata ptica, izbrani so bili tudi za prvo kasetno izdajo zagrebške založbe in hkrati prvo kaseto v Jugoslaviji na sploh, kot najbolj komercialna long play zasedba takratne države. 
Založba je bila aktivna tako na področju domače kot tuje glasbe: med najbolj znane Jugotonove skupine sodijo Bijelo dugme, Azra, Električni orgazam, Idoli, Haustor, Leb i sol, Novi fosili, pa tudi zagrebška Grupa 220 s prvim rockovskim albumom v Jugoslaviji (1968). Pogodbe s tujimi založbami RCA Victoria, nemško Polydor in britansko Decca so Jugotonu prinesle uspeh z zastopanjem zasedb Little Richard, Elvis Presley, The Beatles, Rolling Stones, Madonna, U2, David Bowie, Public Image Limited, Kraftwerk, Queen, Deep Purple, Pink Floyd, Iron Maiden idr. Ob osamosvajanju jugoslovanskih republik in razpadanju federacije je Jugoton nasledila kmalu zatem privatizirana družba Croatia Records, ki v svoji fonoteki danes hrani prek 70 tisoč glasbenih posnetkov nekdanje jugoslovanske založbe.